# Lighthouse Family
Lighthouse Family — британський дует з міста Ньюкасла, що з'явився в середині 1990-х і проіснував до 2003 року. Колектив складався з вокаліста Тунда Байеву (англ. Tunde Baiyewu) і клавішника Пола Такера (англ. Paul Tucker).
Пол Такер і Тунда Байеву познайомилися під час навчання в коледжі в місті Ньюкаслі. Дебютний альбом дуету - "Ocean Drive" вийшов в 1996 році і мав величезний успіх. Тільки у Великій Британії було продано більше 1,6 мільйонів копій.
З цього моменту група знайшла велику популярність у себе на батьківщині. Музичні композиції колективу грали практично щогодини в ефірі британських радіостанцій. Трохи пізніше про Lighthouse Family дізналися і полюбили в усьому світі.
На думку критиків, музика "Lighthouse Family" увібрала в себе найкращі елементи стилю соул. Однак, самі музиканти не раз заявляли, що на відміну від більшості соул композицій, що розповідають про любов і секс, їхні пісні трохи про інше. "Lighthouse Family" грали музику, засновану, за словами учасників дуету, на їх життєвому досвіді. У 2003 році група розпалася. Обидва її учасника зайнялися іншими проектами. Тунда Байеву зараз сольний артист, а Пол Такер приєднався до рок-групи The Orange Lights.

## Дискографія
- Ocean Drive (1996)
- Postcards from Heaven (1997)
- Whatever Gets You Through the Day (2001)
- Greatest Hits (2002)